# Біатлон на зимових Олімпійських іграх 2014 — мас-старт (жінки)
Гонка з масстарту на 12,5 кілометрів серед жінок у біатлоні на зимових Олімпійських іграх 2014 пройшла 17 лютого за участю 30 спортсменок з 15 країн. Місцем проведення гонки став лижно-біатлонний комплекс Лаура. Змагання почалися о 19:00 за місцевим часом (UTC+4). Діючою чемпіонкою у цій дисципліні є німецька біатлоністка Магдалена Нойнер, яка 2012 року завершила свою спортивну кар'єру.
Перемогу в гонці здобула Дар'я Домрачева, що завоювала третю золоту медаль на Іграх в Сочі і стала першою біатлоністкою в історії, якій вдалося виграти три золота в рамках однієї Олімпіади.
За результатами допінг-тесту, результат німецької біатлоністки Еві Захенбахер-Штеле, що дісталася до фінішу четвертою, було анульовано, а спортсменка була дискваліфікована.

## Медалісти
| Золото                     | Срібло                     | Бронза                  |
| Дар'я Домрачева · Білорусь | Габріела Соукалова · Чехія | Тіріл Екгофф · Норвегія |

## Змагання
| Місце    | Номер | Спортсмен                         | Стрілянина  | Час     | Відставання |
| -------- | ----- | --------------------------------- | ----------- | ------- | ----------- |
| 1        | 2     | Дар'я Домрачева (BLR)             | 1 (0+0+0+1) | 35:25,6 | —           |
| 2        | 10    | Габріела Соукалова (CZE)          | 1 (0+0+0+1) | 35:45,8 | +20,2       |
| 3        | 12    | Тіріл Екгофф (NOR)                | 1 (0+1+0+0) | 35:52,9 | +27,3       |
| 4        | 7     | Тея Грегорін (SLO)                | 0 (0+0+0+0) | 36:05,0 | +39,4       |
| 5        | 19    | Моніка Гойніш (POL)               | 0 (0+0+0+0) | 36:20,5 | +54,9       |
| 6        | 9     | Кайса Мякяряйнен (FIN)            | 2 (0+0+1+1) | 36:27,1 | +1:01,5     |
| 7        | 21    | Олена Підгрушна (UKR)             | 0 (0+0+0+0) | 36:37,1 | +1:11,5     |
| 8        | 13    | Вероніка Віткова (CZE)            | 0 (0+0+0+0) | 36:49,3 | +1:23,7     |
| 9        | 5     | Селіна Гаспарен (SUI)             | 2 (0+1+1+0) | 36:54,9 | +1:29,3     |
| 10       | 17    | Анаїс Бескон (FRA)                | 3 (0+0+3+0) | 36:55,3 | +1:29,7     |
| 11       | 25    | Сьюзен Данкль (USA)               | 3 (0+1+1+1) | 36:57,9 | +1:32,3     |
| 12       | 11    | Валя Семеренко (UKR)              | 2 (0+0+2+0) | 37:03,5 | +1:37,9     |
| 13       | 18    | Карін Обергофер (ITA)             | 2 (0+0+1+1) | 37:03,6 | +1:38,0     |
| 14       | 4     | Тура Бергер (NOR)                 | 2 (0+1+1+0) | 37:07,8 | +1:42,2     |
| 15       | 8     | Надія Скардіно (BLR)              | 2 (0+0+1+1) | 37:08,0 | +1:42,4     |
| 16       | 6     | Віта Семеренко (UKR)              | 1 (0+0+1+0) | 37:16,1 | +1:50,5     |
| 17       | 14    | Андреа Генкель (GER)              | 1 (0+0+1+0) | 37:19,2 | +1:53,6     |
| 18       | 29    | Христина Палка (POL)              | 2 (1+0+1+0) | 37:33,9 | +2:08,3     |
| 19       | 22    | Вероніка Новаковська-Земняк (POL) | 4 (1+0+2+1) | 37:35,2 | +2:09,6     |
| 20       | 26    | Ева Тофалві (ROU)                 | 2 (1+0+0+1) | 37:50,9 | +2:25,3     |
| DSQ (21) | 3     | Ольга Вілухіна (RUS)              | 2 (1+0+0+1) | 38:05,3 | +2:39,7     |
| 22       | 16    | Юлія Джима (UKR)                  | 4 (0+0+2+2) | 38:10,8 | +2:45,2     |
| DSQ (23) | 20    | Ольга Зайцева (RUS)               | 1 (0+0+1+0) | 38:14,2 | +2:48,6     |
| 24       | 28    | Анн Крістін Флатланд (NOR)        | 2 (0+1+1+0) | 38:15,6 | +2:50,0     |
| 25       | 24    | Доротея Вірер (ITA)               | 3 (1+2+0+0) | 38:37,4 | +3:11,8     |
| 26       | 1     | Анастасія Кузьміна (SVK)          | 5 (0+2+2+1) | 38:50,3 | +3:24,7     |
| 27       | 30    | Меган Імрі (CAN)                  | 5 (1+0+1+3) | 38:59,0 | +3:33,4     |
| 28       | 15    | Франциска Хільдебранд (GER)       | 3 (1+0+1+1) | 39:09,5 | +3:43,9     |
|          | 23    | Еві Захенбахер-Штеле (GER)        | 0 (0+0+0+0) | 35:53,9 | DSQ         |
|          | 27    | Еліза Гаспарен (SUI)              | 1 (0+1)     | DNF     | DNF         |

27 листопада 2017 року МОК ухвалив рішення про дискваліфікацію Ольги Вілухіної і анулювання всіх її результатів.